# Ecstasea
L'Ecstasea est un yacht de luxe construit en juin 2004 par les chantiers navals Feadship aux Pays-Bas. Il a été vendu par l'oligarque russe Roman Abramovitch 200 millions de dollars en 2013. Il est, depuis 2014, la propriété d'Alshair Fiyaz, après avoir appartenu quelque temps à l'émir de Dubaï, Mohammed ben Zayed Al Nahyane.

## Description

### Design et intérieur
Commandé par l'oligarque russe Roman Abramovitch, l'Ecstasea a été construit en 2004, comme étant le plus grand yacht jamais construit par les chantiers navals Feadship. Le yacht a été construit dans le chantier naval de Royal Van Lent et a une longueur de 85,95 m (282,0 pieds), et un faisceau de 11,50 m (37,7 pieds), résultant en un port en lourd de 585 tonnes métriques. La coque du yacht est en acier, faisant davantage ressembler le bateau à un navire de croisière qu'à un yacht.
Son design extérieur a été créé par le travail d'équipe de Terence Disdale et De Voogt Naval Architects, avec Disdale également responsable du style asiatique de l'intérieur du bateau. Il a une capacité de quatorze passagers, qui sont répartis en six chambres séparées. 
L'Ecstasea dispose de 1 700 m2 d’espace habitable, dont six cabines de grande luxe pour accueillir les quatorze passagers, le tout servi par sept membres d'équipage. Il possède les aménagements des yachts de luxe, à savoir de stabilisateurs d'ancrage, d'un Jacuzzi, d'une piscine intérieure, d'un cinéma, d'une bibliothèque mais aussi d'une hélisurfaces avec hangar situé à l'avant et d'un sous-marin permettant une descente sous les mers à 100 m de profondeur.

### Moteur
Le yacht dispose de quatre principaux moteurs MTU d'une puissance combinée de 12 444 ch. Le constructeur a également installé une turbine Electric LM 2 500 à gaz à bord, qui produit 30 843 ch. 
La puissance totale combinée de 43 287 ch permet au bateau d'atteindre une vitesse maximale de plus de 30 nœuds. La vitesse maximale avec seulement les moteurs diesel est de 25 nœuds. La vitesse de croisière (diesel seulement) est de 22 nœuds.